# Слудина
Слудина — деревня в Кудымкарском районе Пермского края. Входит в состав Егвинского сельского поселения. Располагается на левом берегу Велвы северо-восточнее от города Кудымкара. Расстояние до районного центра составляет 17 км. По данным Всероссийской переписи населения 2010 года, в деревне проживало 119 человек (68 мужчин и 51 женщина).

## История
По данным на 1 июля 1963 года, в деревне проживало 116 человек. Населённый пункт входил в состав Батинского сельсовета.